# Helen Hackett
Helen Hackett, all'anagrafe Helen Ann Cobb (25 ottobre 1961) è una critica letteraria britannica.

## Biografia
Dopo gli studi al Lady Margaret Hall dell'Università di Oxford, Helen Hackett ha intrapreso la carriera accademica come ricercatrice al Merton College e dal 1990 insegna letteratura rinascimentale all'University College London.
Gli studi della Hackett si sono concentrati prevalentemente sulle donne dell'Inghilterra del sedicesimo e diciassettesimo secolo. La sua prima monografia, pubblicata nel 1995, si occupa infatti di Elisabetta I e del mito della propria virginità che la regina promosse durante il suo regno.
Nelle sue opere successive si è occupata ancora di Elisabetta e del suo rapporto con la madre Anna Bolena e con lo scrittore più rappresentativo dell'epoca, William Shakespeare. Nella sua attività di ricerca si è occupata anche di Mary Wroth, Lady Anne Clifford e Constance Aston Fowler. Nel 2015 ha inoltre curato l'edizione della Penguin di Sogno di una notte di mezza estate.

## Opere (parziale)

### Monografie
- Virgin Mother, Maiden Queen: Elizabeth I and the Cult of the Virgin Mary, Palgrave Macmillan, 1994. ISBN 978-0333566640
- Women and Romance Fiction in the English Renaissance, Cambridge University Press, 2000. ISBN 9780511518904
- Shakespeare and Elizabeth: The Meeting of Two Myths, Princeton University Press, 2009. ISBN 978-0691128061
- A Short History of English Renaissance Drama, I.B. Tauris, 2012. ISBN 978-1848856868
- The Elizabethan Mind: Searching for the Self in an Age of Uncertainty, Yale University Press, 2022. ISBN 978-0300207200

### Curatele
- Sogno di una notte di mezza estate di William Shakespeare, Penguin Books, 2015. ISBN 9780141396668
- Early Modern Exchanges: Dialogues Between Nations and Cultures, 1550-1750, Ashgate, 2016. ISBN 978-1472425294